# Nova Floresta
Nova Floresta est une ville brésilienne du nord-est de l'État de la Paraíba.
Sa population était estimée à 10 032 habitants en 2007. La municipalité s'étend sur 59 km2.